# Hypericum adpressum
L'iperico (Hypericum adpressum W.P.C.Barton, 1818) è una pianta medicinale della famiglia Hypericaceae, nativa degli Stati Uniti.

## Distribuzione e habitat
Pianta rara, vive nel versante orientale degli Stati Uniti d'America (Connecticut, Delaware, Georgia, Illinois, Indiana, Kentucky, Maryland, Massachusetts, Missouri, New Jersey, New York, North Carolina, Pennsylvania, Rhode Island, South Carolina, Tennessee, Virginia, West Virginia).